# Rock Around the Clock (nummer)
Rock Around the Clock is een rock-'n-roll lied van de band Bill Haley & His Comets en werd geschreven in 1952 door Max C. Freedman en James E. Myers. De bekendste en meest succesvolle uitvoering van het nummer werd opgenomen in 1954 voor Decca Records.
Ondanks dat het lied  op 20 maart 1954 voor het eerst werd opgenomen door de Italiaans−Amerikaanse band Sonny Dae and His Knights, is de bekendere versie van Bill Haley & His Comets strikt genomen geen cover. Myers beweerde dat het lied speciaal werd geschreven voor Haley, die tot 12 april 1954, om verschillende redenen, niet in staat was om het zelf op te nemen. Haley's lied werd desalniettemin in de jaren 1950 een hit onder de jeugd en wordt algemeen beschouwd als het lied dat, meer dan enig ander, het genre rock-'n-roll wereldwijde bekendheid heeft gegeven.
De originele volledige titel van het lied was We Gonna Rock Around the Clock Tonight! Dit werd later ingekort tot (We're Gonna) Rock Around the Clock, hoewel deze vorm over het algemeen alleen gebruikt werd op de release voor Decca Records uit 1954; de meeste andere opnames van het lied verkorten deze titel verder naar Rock Around the Clock.

## Valse start
Er zijn bronnen die aangeven dat "Rock Around the Clock in 1953 werd geschreven, maar na een ontdekking van enkele documenten door Jim Dawson werd bekend dat het in feite in eind 1952 is geschreven. De oorspronkelijke indeling van het nummer toonde weinig gelijkenis met de versie opgenomen door Haley, en was in feite meer overeenkomstig met The Syncopated Clock, geschreven door Leroy Anderson.
Het lied werd toegeschreven aan Myers en Max C. Freedman, hoewel dit nooit bewezen is en er vele speculaties zijn dat Freedman het nummer alleen heeft geschreven. Er waren verschillende eerdere nummers met dezelfde titel, maar deze zijn niet verwant met het door Freedman en Myers geschreven lied. Bovendien wordt soms ten onrechte verklaard dat "Rock Around the Clock" gekopieerd is van een uit 1940 daterend nummer van Big Joe Turner, Around the Clock Blues. Afgezien van de titel, hebben deze twee nummers weinig overeenkomsten. Er zijn veel bluesnummers met als thema feesten of het maken van de liefde "Rond de klok", met diverse acties vermeld op verschillende uren.
De versmelodie van "Rock Around the Clock" heeft een zeer nauwe gelijkenis met Hank Williams' eerste hit, "Move It On Over", uit 1947. Williams' lied was zeer vergelijkbaar met Charley Patton's "Going to Move Alabama", opgenomen in 1929. Het lied maakt ook gebruik van zinnen uit Count Basie's "Red Wagon", voor het eerst opgenomen in 1939.
Volgens de over Haley geschreven biografieboeken Bill Haley (van John Swenson) en Rock Around the Clock (van Dawson) werd het nummer opgedragen aan Haley naar aanleiding van zijn eerste nationale succes met het uit 1953 daterende nummer Crazy Man, Crazy. Bill Haley & His Comets begonnen podiumoptredens te geven, maar Dave Miller, zijn producer, weigerde toestemming te geven aan Haley's muzieklabel Essex Records voor het opnemen van "Rock Around the Clock" voor op een album. (Swenson suggereert dat er een vete bestond tussen Myers en Miller).
Haley zelf beweerde ten minste tweemaal de bladmuziek in de opnamestudio van Essex mee te hebben genomen, waar Miller telkens de muziek afpakte. Niettemin, de geruchten over het uitbrengen van een demo-opname in 1953 door Haley blijft tot deze dag onbeantwoord, hoewel de overlevende leden van Bill Haley & His Comets dit ontkennen, alswel Haley zelf. Een eind 1960 bootlegsingle van de Decca Records versie van "Rock Around the Clock", waarop een logo van Essex staat afgedrukt, duikt af en toe op als te koop met de bewering dat het de demoversie is.
Myers bood het nummer vervolgens aan bij Sonny Dae & His Knights, een muzikale groep onder leiding van de Italiaans-Amerikaanse Paschal Vennitti. De daaropvolgende opname van de groep, op het Arcade Records-label (eigendom van Haley's manager, Jack Howard), was een regionaal succes, maar het klonk heel anders dan wat Haley later zou opnemen.

## Opnamesessie Decca Records
Na het verlaten van Essex Records in het voorjaar van 1954 tekende Bill Haley bij Decca Records. De band zijn eerste opnamesessie werd gepland voor 12 april 1954 in de Pythian Temple Studios in New York. De opnamesessie had bijna niet plaatsgevonden omdat de band tijdens een reis naar New York per veerboot vast was komen te zitten nadat de veerboot een zandbank raakte. Eenmaal in de studio liet producer Milt Gabler de band werken aan een lied genaamd "Thirteen Women (and Only One Man in Town)" (eerder geschreven en opgenomen door Dickie Thompson), welke Gabler wilde promoten als de A-kant eerste single voor de groep voor van de eerste single van de groep voor Decca.
Tegen het einde van de sessie begon de band eindelijk met het opnemen van "Rock Around the Clock", maar Haley's stem werd overstemd door de band. Een tweede take was snel met minimale begeleiding gemaakt, terwijl Sammy Davis jr. buiten wachtte voor zijn beurt achter de microfoon. Decca technici combineerden de twee takes later samen tot één versie.
Veel muzikanten hebben beweerd dat ze deel hebben genomen aan de opnamesessie voor "Rock Around the Clock." Liedschrijver Myers beweerde ooit dat hij de drums had gespeeld op het stuk, hoewel hij ook beweerde de geluidsman te zijn geweest. Volgens het officiële affiche van het nummer waren de muzikanten op de beroemde opname:
- Bill Haley – zang en slaggitarist
- Marshall Lytle – contrabas
- Franny Beecher - gitaar
- Joey Ambrose (alias Joey D'Ambrosio) – Tenorsaxofoon
- Billy Williamson – Steelgitaar
- Johnny Grande – piano
- Billy Gussak – drums
- Danny Cedrone – elektrische gitaar

Hoewel ze geen lid van Bill Haley & His Comets waren, waren Gussak en Cedrone vertrouwde sessiespelers, waar Haley in het verleden al vaker mee samengewerkt had. Cedrone's gitaarsolo was er een die hij eerder gespeeld had op de Bill Haley and the Saddlemen-versie van "Rock the Joint" (1952) en wordt beschouwd als een van de klassieke rock-'n-rollgitaarsolo's van alle tijden. Cedrone overleed op 17 juni 1954 door een val van een trap en heeft daardoor nooit kunnen meemaken hoe zijn bijdrage beroemd en legendarisch werd. Het tweede instrumentale stuk reproduceert een populair rhythm-and-bluestussenstuk, waar de tenorsax en gitaar de ritmesectie naboosten.
De versie van "Rock Around the Clock" die werd gebruikt in de film Blackboard Jungle verschilt van de originele versie. Het verschil zit hem in de twee solo's. Bij de originele opname is de gitaarsolo in de eerste pauze te horen en de saxsolo als tweede. Bij de filmversie is het precies het tegenovergestelde.

## Hitnoteringen
In 1955 kwam Rock Around the Clock de Billboard Hot 100 in. Een grote hit werd het niet met vijf weken notering en een 56e plaats als hoogste notering. In 1974 kwam het veertien weken terug, maar ook toen bleef het steken op plaats 39. Het verhaal van zijn notering in de UK Singles Chart is een ander verhaal. Van 1955 tot en met '57 stond het zesendertig weken genoteerd, waarvan vijf weken op plaats 1 en vier weken op plaats 2. Het werd even van plaats 1 verdrongen door de kerstsingle Christmas Alphabet van Dickie Valentine. In 1968 kwam het voor elf weken terug (hoogste plaats 20), in 1974 voor tien weken (hoogste plaats 12).

### Vlaanderen en Nederland
In de Top 20, een verre voorloper van de Vlaamse Ultratop, stond de single vanaf november 1955. Het bleef daar twee maanden lang op nummer 2 staan. In de zomer verdween de single enkele maanden uit de hitlijst en vervolgens kwam hij weer terug tot februari 1957. Enkele maanden later dan in Vlaanderen, kwam het nummer ook in Nederland in de Top 10 te staan, een voorloper toen van de Nederlandse Single Top 100. Hier kwam het binnen in maart 1956 en bleef het met een korte onderbreking in de zomer in de Top 10 staan tot februari 1957. Ook werd het een hit in enkele andere landen van Europa, waaronder in 1955 en 1968 Duitsland en in 1968 Oostenrijk.
1955/56 – Vlaanderen, Top 20, voorloper van de Ultratop 50
| Hitnotering: november 1955 t/m februari 1957 | Hitnotering: november 1955 t/m februari 1957 | Hitnotering: november 1955 t/m februari 1957 | Hitnotering: november 1955 t/m februari 1957 | Hitnotering: november 1955 t/m februari 1957 | Hitnotering: november 1955 t/m februari 1957 | Hitnotering: november 1955 t/m februari 1957 | Hitnotering: november 1955 t/m februari 1957 | Hitnotering: november 1955 t/m februari 1957 | Hitnotering: november 1955 t/m februari 1957 | Hitnotering: november 1955 t/m februari 1957 | Hitnotering: november 1955 t/m februari 1957 | Hitnotering: november 1955 t/m februari 1957 | Hitnotering: november 1955 t/m februari 1957 |
| Maand:                                       | nov                                          | dec                                          | jan                                          | feb                                          | mrt                                          | apr                                          | mei                                          |                                              | nov                                          | dec                                          | jan                                          | feb                                          |                                              |
| -------------------------------------------- | -------------------------------------------- | -------------------------------------------- | -------------------------------------------- | -------------------------------------------- | -------------------------------------------- | -------------------------------------------- | -------------------------------------------- | -------------------------------------------- | -------------------------------------------- | -------------------------------------------- | -------------------------------------------- | -------------------------------------------- | -------------------------------------------- |
| Positie:                                     | 9                                            | 4                                            | 2                                            | 2                                            | 4                                            | 3                                            | 17                                           | uit                                          | 6                                            | 5                                            | 9                                            | 18                                           | uit                                          |

1956/57 – Nederland, Top 10, voorloper van de Single Top 100
| Hitnotering: maart 1956 t/m februari 1957 | Hitnotering: maart 1956 t/m februari 1957 | Hitnotering: maart 1956 t/m februari 1957 | Hitnotering: maart 1956 t/m februari 1957 | Hitnotering: maart 1956 t/m februari 1957 | Hitnotering: maart 1956 t/m februari 1957 | Hitnotering: maart 1956 t/m februari 1957 | Hitnotering: maart 1956 t/m februari 1957 | Hitnotering: maart 1956 t/m februari 1957 | Hitnotering: maart 1956 t/m februari 1957 | Hitnotering: maart 1956 t/m februari 1957 | Hitnotering: maart 1956 t/m februari 1957 |
| Maand:                                    | mrt                                       | apr                                       | mei                                       |                                           | sept                                      | okt                                       | nov                                       | dec                                       | jan                                       | feb                                       |                                           |
| ----------------------------------------- | ----------------------------------------- | ----------------------------------------- | ----------------------------------------- | ----------------------------------------- | ----------------------------------------- | ----------------------------------------- | ----------------------------------------- | ----------------------------------------- | ----------------------------------------- | ----------------------------------------- | ----------------------------------------- |
| Positie:                                  | 4                                         | 4                                         | 6                                         | uit                                       | 4                                         | 4                                         | 4                                         | 6                                         | 6                                         | 6                                         | uit                                       |

1968 – Vlaanderen, Top 20, voorloper van de Ultratop 50
| Hitnotering: 18 mei 1968 t/m 20 juli 1968 | Hitnotering: 18 mei 1968 t/m 20 juli 1968 | Hitnotering: 18 mei 1968 t/m 20 juli 1968 | Hitnotering: 18 mei 1968 t/m 20 juli 1968 | Hitnotering: 18 mei 1968 t/m 20 juli 1968 | Hitnotering: 18 mei 1968 t/m 20 juli 1968 | Hitnotering: 18 mei 1968 t/m 20 juli 1968 | Hitnotering: 18 mei 1968 t/m 20 juli 1968 | Hitnotering: 18 mei 1968 t/m 20 juli 1968 | Hitnotering: 18 mei 1968 t/m 20 juli 1968 | Hitnotering: 18 mei 1968 t/m 20 juli 1968 | Hitnotering: 18 mei 1968 t/m 20 juli 1968 |
| Week:                                     | 1                                         | 2                                         | 3                                         | 4                                         | 5                                         | 6                                         | 7                                         | 8                                         | 9                                         | 10                                        |                                           |
| ----------------------------------------- | ----------------------------------------- | ----------------------------------------- | ----------------------------------------- | ----------------------------------------- | ----------------------------------------- | ----------------------------------------- | ----------------------------------------- | ----------------------------------------- | ----------------------------------------- | ----------------------------------------- | ----------------------------------------- |
| Positie:                                  | 15                                        | 10                                        | 8                                         | 7                                         | 8                                         | 10                                        | 7                                         | 9                                         | 14                                        | 20                                        | uit                                       |

1968 – Nederland, Veronica Top 40
| Positie: | 38 | 30 | 27 | 32 | 40 | uit |

All-time lijsten
In de voorloper van de Vlaamse Ultratop 30 staat het lied op nummer 1 van de bestverkochte singles aller tijden. Daarnaast stond het jarenlang in de Radio 2 Top 2000:
| Evergreen Top 1000 "Rock Around The Clock" | Evergreen Top 1000 "Rock Around The Clock" | Evergreen Top 1000 "Rock Around The Clock" | Evergreen Top 1000 "Rock Around The Clock" | Evergreen Top 1000 "Rock Around The Clock" | Evergreen Top 1000 "Rock Around The Clock" | Evergreen Top 1000 "Rock Around The Clock" | Evergreen Top 1000 "Rock Around The Clock" | Evergreen Top 1000 "Rock Around The Clock" | Evergreen Top 1000 "Rock Around The Clock" | Evergreen Top 1000 "Rock Around The Clock" |
| Jaar                                       | 2008                                       | 2009                                       | 2010                                       | 2011                                       | 2012                                       | 2013                                       | 2014                                       | 2015                                       | 2016                                       | 2017                                       |
| ------------------------------------------ | ------------------------------------------ | ------------------------------------------ | ------------------------------------------ | ------------------------------------------ | ------------------------------------------ | ------------------------------------------ | ------------------------------------------ | ------------------------------------------ | ------------------------------------------ | ------------------------------------------ |
| Positie                                    | 13                                         | 51                                         | 20                                         | 30                                         | 39                                         | 583                                        | 254                                        | 387                                        | 312                                        | 571                                        |

| Nummer met noteringen in de NPO Radio 2 Top 2000 | '99 | '00 | '01 | '02 | '03 | '04 | '05 | '06  | '07 | '08 | '09  | '10  | '11  |
| ------------------------------------------------ | --- | --- | --- | --- | --- | --- | --- | ---- | --- | --- | ---- | ---- | ---- |
| Rock Around the Clock                            | 239 | 516 | 636 | 740 | 660 | 896 | 891 | 1253 | 959 | 906 | 1725 | 1658 | 1686 |

1. ↑  Een vetgedrukt getal geeft de hoogste notering aan.
2. ↑  Deze tabel is bijgewerkt tot en met de laatste editie (2024).

## Andere hits met het nummer
In de VS behaalde een cover van Freddy Cannon uit 1968 nog matige notering, op nummer 121 van de poplijst van Billboard. Daarnaast verschenen er in 1979 twee covers van het lied in de Britse hitlijsten. De Brusselse electropopband Telex behaalde daar een nummer 34-notering; in eigen land kwam het nummer niet in de hitlijsten te staan. Drie maanden later volgde een cover van de Britse punkband Tenpole Tudor. Zij behaalden er een nummer 22-notering mee.
In 1973 verscheen ook nog een cover van de Nederlandse zanger Rob Hoeke. Zijn single kwam echter niet verder dan de Tipparade van Veronica.

### Zangeres Zonder Naam & Normaal
Medio december 1986 werd het op een single uitgebracht door een opmerkelijk duo, namelijk door de Zangeres Zonder Naam met Normaal. De zangeres bouwde een loopbaan op met Nederlandstalige levensliederen als Ach vaderlief, toe drink niet meer (1959) en Normaal met rockende streektaalmuziek als Oerend hard (1977).
Het duo voerde het nummer voor het eerst op 24 november 1986 op in het Café Odeon in Amsterdam. De aanleiding voor deze samenwerking vormde een weddenschap die de Zangeres Zonder Naam had verloren in het programma Wedden, dat..? van Jos Brink. De opvoering van dit nummer was de tegenprestatie voor een verloren weddenschap. Het klikte tussen de artiesten en medio december werd het nummer uitgebracht op een single die zowel in Nederland als België de hitlijsten bereikte.

#### Hitnoteringen
1986/87 – Nederland, Veronica Top 40
| Hitnotering: 20-12-1986 t/m 24-1-1987 | Hitnotering: 20-12-1986 t/m 24-1-1987 | Hitnotering: 20-12-1986 t/m 24-1-1987 | Hitnotering: 20-12-1986 t/m 24-1-1987 | Hitnotering: 20-12-1986 t/m 24-1-1987 | Hitnotering: 20-12-1986 t/m 24-1-1987 | Hitnotering: 20-12-1986 t/m 24-1-1987 | Hitnotering: 20-12-1986 t/m 24-1-1987 |
| Week                                  | 1                                     |                                       | 2                                     | 3                                     | 4                                     | 5                                     |                                       |
| ------------------------------------- | ------------------------------------- | ------------------------------------- | ------------------------------------- | ------------------------------------- | ------------------------------------- | ------------------------------------- | ------------------------------------- |
| Positie                               | 24                                    | uit                                   | 16                                    | 13                                    | 19                                    | 27                                    | uit                                   |

1986/87 – Nederland, Nationale Hitparade 50
| Hitnotering: van 13-12-1986 t/m 24-01-1987 | Hitnotering: van 13-12-1986 t/m 24-01-1987 | Hitnotering: van 13-12-1986 t/m 24-01-1987 | Hitnotering: van 13-12-1986 t/m 24-01-1987 | Hitnotering: van 13-12-1986 t/m 24-01-1987 | Hitnotering: van 13-12-1986 t/m 24-01-1987 | Hitnotering: van 13-12-1986 t/m 24-01-1987 | Hitnotering: van 13-12-1986 t/m 24-01-1987 |
| Week                                       | 1                                          | 2                                          | 3                                          | 4                                          | 5                                          | 6                                          |                                            |
| ------------------------------------------ | ------------------------------------------ | ------------------------------------------ | ------------------------------------------ | ------------------------------------------ | ------------------------------------------ | ------------------------------------------ | ------------------------------------------ |
| Positie                                    | 27                                         | 6                                          | 3                                          | 17                                         | 30                                         | 45                                         | uit                                        |

1987 – Vlaanderen, Ultratop 30
| Hitnotering: van 3-1-1987 t/m 17-1-1987 | Hitnotering: van 3-1-1987 t/m 17-1-1987 | Hitnotering: van 3-1-1987 t/m 17-1-1987 | Hitnotering: van 3-1-1987 t/m 17-1-1987 | Hitnotering: van 3-1-1987 t/m 17-1-1987 |
| Week                                    | 1                                       | 2                                       | 3                                       |                                         |
| --------------------------------------- | --------------------------------------- | --------------------------------------- | --------------------------------------- | --------------------------------------- |
| Positie                                 | 34                                      | 33                                      | 30                                      | uit                                     |

1986 – Vlaanderen, BRT Top 30
| Hitnotering: 3-1-1987 t/m 17-1-1987 | Hitnotering: 3-1-1987 t/m 17-1-1987 | Hitnotering: 3-1-1987 t/m 17-1-1987 | Hitnotering: 3-1-1987 t/m 17-1-1987 | Hitnotering: 3-1-1987 t/m 17-1-1987 |
| Week                                | 1                                   |                                     | 2                                   |                                     |
| ----------------------------------- | ----------------------------------- | ----------------------------------- | ----------------------------------- | ----------------------------------- |
| Positie:                            | 23                                  | uit                                 | 19                                  | uit                                 |

## Andere covers
Naast de hierboven al genoemde covers, kwamen nog aantal uit op een single, zoals van Charles Wolcott met leiding over het MGM Studio Orchestra (1955), Vic Sabrino met een orkest onder leiding van Red Perskey (1955), Johnny Cooper met Ken Avery & His Rockin' Rhythm (1955), The Canadians met Johnny Gregory & His Band (1955) en de Rocking Ghosts (1968).
Verder verschenen er ook nog vele tientallen versies op B-kanten van singles of op muziekalbums van artiesten. Voorbeelden hiervan zijn van Pat Boone (1957), The Isley Brothers (1959), Chubby Checker (1961), The Platters (1964), Gene Simmons (1964), Mae West (1972), Sha Na Na (1973), Harry Nilsson (1974), Les Humphries Singers & R.&R. Band (1974), Burt Blanca & The King Creoles (1974), Klaus Wunderlich (1976), Carl Perkins (1978), Sex Pistols (1979), Tiny Tim & The New Duncan Imperials (1995), Party Animals (1996) en Showaddywaddy (2002).